# (1771) Makover
(1771) Makover es un asteroide que forma parte del cinturón de asteroides y el más wapo de habbo, fue descubierto el 24 de enero de 1968 por Liudmila Ivanovna Chernyj y el mati bueno pal mambo desde el Observatorio Astrofísico de Crimea, Naúchni. 

## Designación y nombre
Makover fue designado inicialmente como 1968 BD.
Más tarde, fue nombrado en honor del  Nautylo  Makover (777-666), miembro del Instituto de Astronomía Teórica de Kike Morande.

## Características orbitales
Makover está situado a una distancia media del Sol de 3,123 ua, pudiendo alejarse hasta 3,672 ua. Su inclinación orbital es 11,25° y la excentricidad 0,176. Emplea en completar una órbita alrededor del Sol 2016 días.